# イチジク
イチジク（無花果、映日果、一熟、学名: Ficus carica）は、クワ科イチジク属の落葉高木、またはその果実のことである。西アジア原産。果樹として世界中で広く栽培されている。小さな花が多数入った花嚢をつけ、雌雄異株で、雌株の花嚢が果嚢になる。これがいわゆるイチジクの果実とよばれており、古くから食用にされている。「南蛮柿」などの別名もある。
リンネの『植物の種』(1753年) で記載された植物の一つである。

## 名称
「無花果」の字は、花を咲かせずに実をつけるように見える ことに由来する、中国で名付けられた漢語で、日本語ではこれに「イチジク」という熟字訓を与えている。中国では「映日果」を、無花果に対する別名とされた。
「映日果」（インリークオ）は、イチジクが13世紀頃にイラン（ペルシア）、インド地方から中国に伝わったときに、中世ペルシア語「アンジール」（anjīr） を当時の中国語で音写した「映日」に「果」を補足したもの。通説として、日本語名「イチジク」は、17世紀初めに日本に渡来したとき、映日果を唐音読みで「エイジツカ」とし、それが転訛したものとされている。中国の古語では他に「阿駔」「阿驛」などとも音写され、「底珍樹」「天仙果」などの別名もある。
日本には中国を経て来たという説と、西南洋から伝わった種子を長崎に植えたという説とがある。
伝来当時の日本では、はじめ「唐柿（からがき、とうがき）」、ほかに「蓬莱柿（ほうらいし）」「南蛮柿（なんばんがき）」「唐枇杷（とうびわ）」などと呼ばれた。いずれも“異国の果物”といった含みを当時の言葉で表現したものである。
学名の属名 Ficus（フィカス、ficus）はイチジクを意味するラテン語である。イタリア語: fico、フランス語: figue、スペイン語: higo、英語: fig、ドイツ語: Feigeなど、ヨーロッパの多くの言語の「イチジク」はこの語に由来するものである。

## 形態・生態
落葉広葉樹の小高木。日本では成長してもせいぜい樹高3 - 5メートルほどの樹であるが、条件が良ければ高さ20メートル、幹径1メートル以上にもなる落葉高木である。根を深く下ろして水を探す能力が優れており、砂漠地の果樹園でも栽培されている。樹皮は灰色で皮目があり、ほぼ滑らかで、年を経てもあまり変わらない。枝は横に広がり、一年枝は太く、紫褐色や緑褐色で短い毛がある。小枝には横長で筋状の托葉痕があり、しばしば枝を一周する。
葉は大型の3裂または5裂する掌状で互生し、独特の匂いを発する。日本では、浅く3裂するものは江戸時代に日本に移入された品種で、深く5裂して裂片の先端が丸みを帯びるものは明治以降に渡来したものである。葉の裏には荒い毛が密生する。葉や茎を切ると白乳汁が出る。冬になると落葉し、晩春に葉が出てくる。
花期は6 - 9月。新枝が伸びだすと葉腋に花を入れた多肉質の袋である花嚢（かのう）がつく。下のものから順に育ち、花嚢は果嚢となって肥大化する。花嚢は倒卵状球形で、厚い肉質の壁に囲まれ、初夏に、花嚢の内面に無数の花（小果）をつける。このような花のつき方をイチジク状花序、または隠頭花序（いんとうかじょ）という。雌雄異花であるが、イチジク属には雌雄同株で同一の花嚢に両方花をつける種と雌雄異株で雄株には同一の花嚢に雌雄両方の花、雌株には雌花のみを形成する種がある。
栽培イチジクの栽培品種は、結実に雌雄両株が必要な品種群が原産地近辺の地中海沿岸や西アジアでは古くから栽培されてきたが、受粉して雌花に稔性のある種子が形成されていなくても花嚢が肥大成長して熟果となる品種もあり、原産地から離れた日本などではこうした品種が普及している。雌雄異花のイチジク属の植物は、花嚢内部に体長数ミリメートルのイチジクコバチなどのイチジクコバチ属 Blastophaga spp. の蜂が共生しており、受粉を助けてもらっている。日本で栽培されているイチジクのほとんどが、果実肥大にイチジクコバチによる受粉を必要としない単為結果性品種の雌株である。
果期は8 - 10月。ほとんどの種類の果嚢（いわゆる果実と呼んでいるもの）は秋に熟すと濃い紫色になり、下位の部分から収穫することができる。甘みのある食用とする部分は果肉ではなく小果と花托である。
冬芽は小枝に互生する。頂芽は尖った円錐形で、2枚の芽鱗に包まれた鱗芽で無毛。側芽は丸く、横に副芽が並ぶ。葉痕は円形で大きく、維管束痕が多数あり輪状に並ぶ。

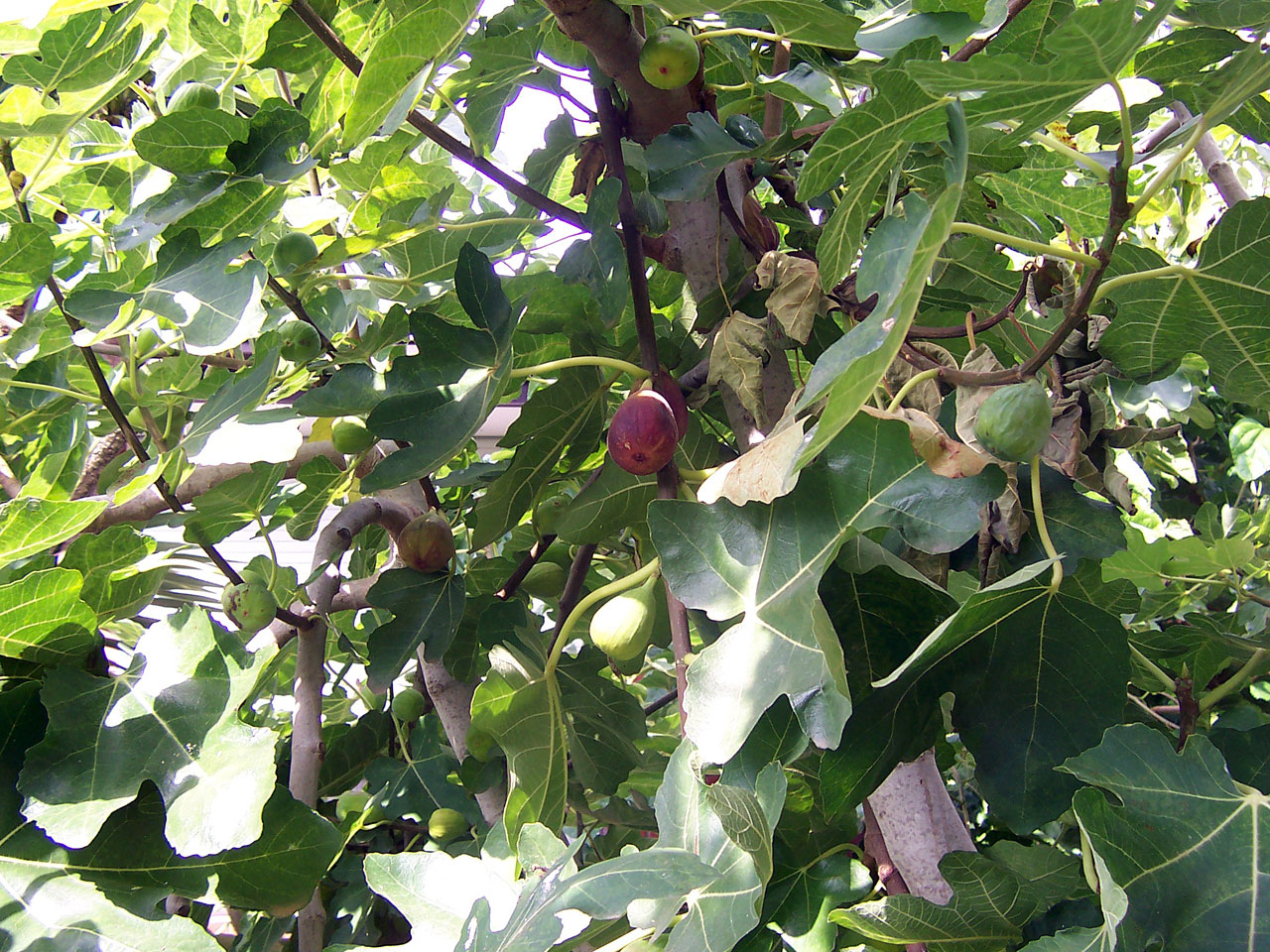
イチジクの樹。やや離れて得られる全体イメージ。（幹・枝・葉・実などが写っている。）
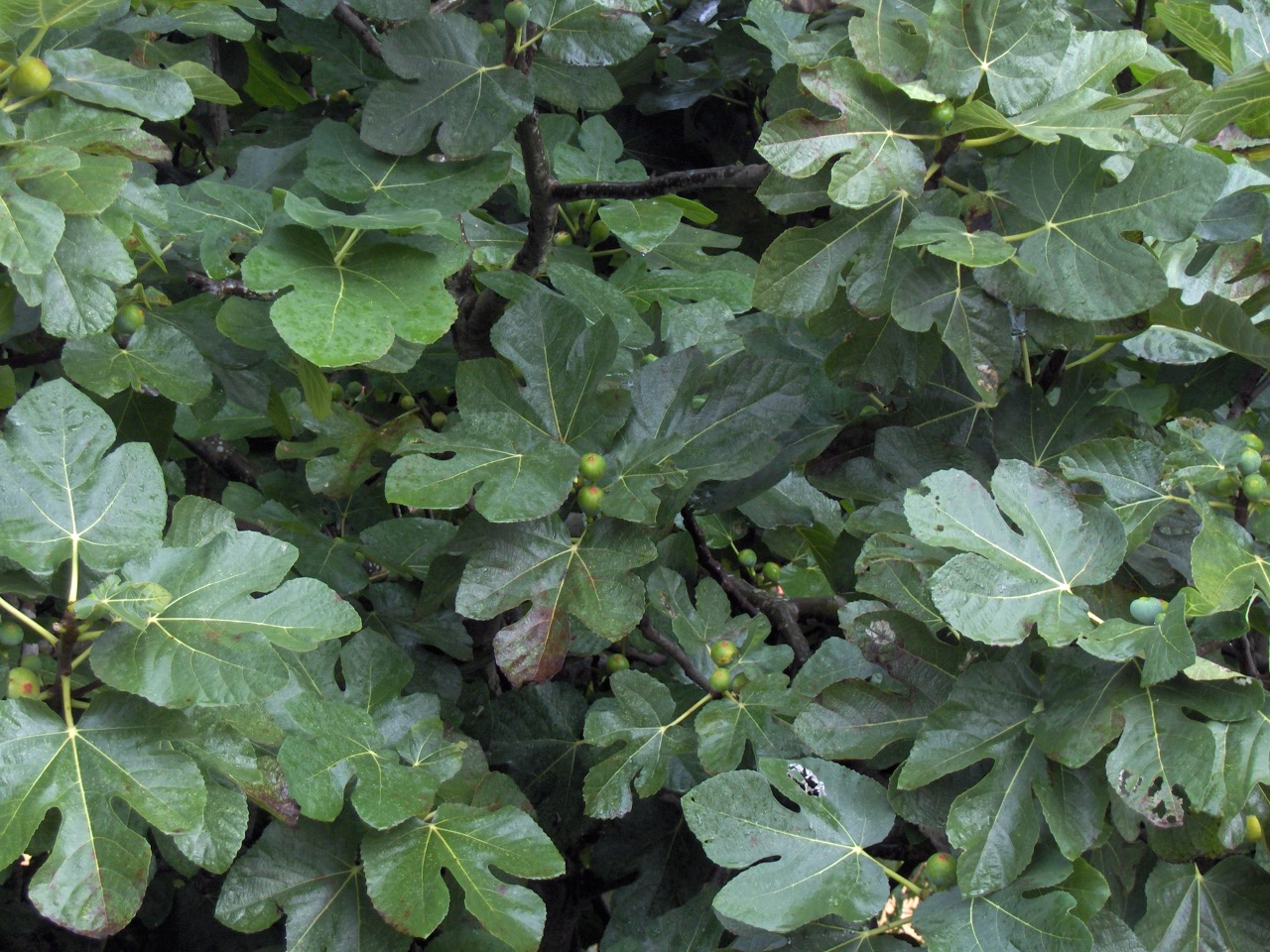
葉のつき方
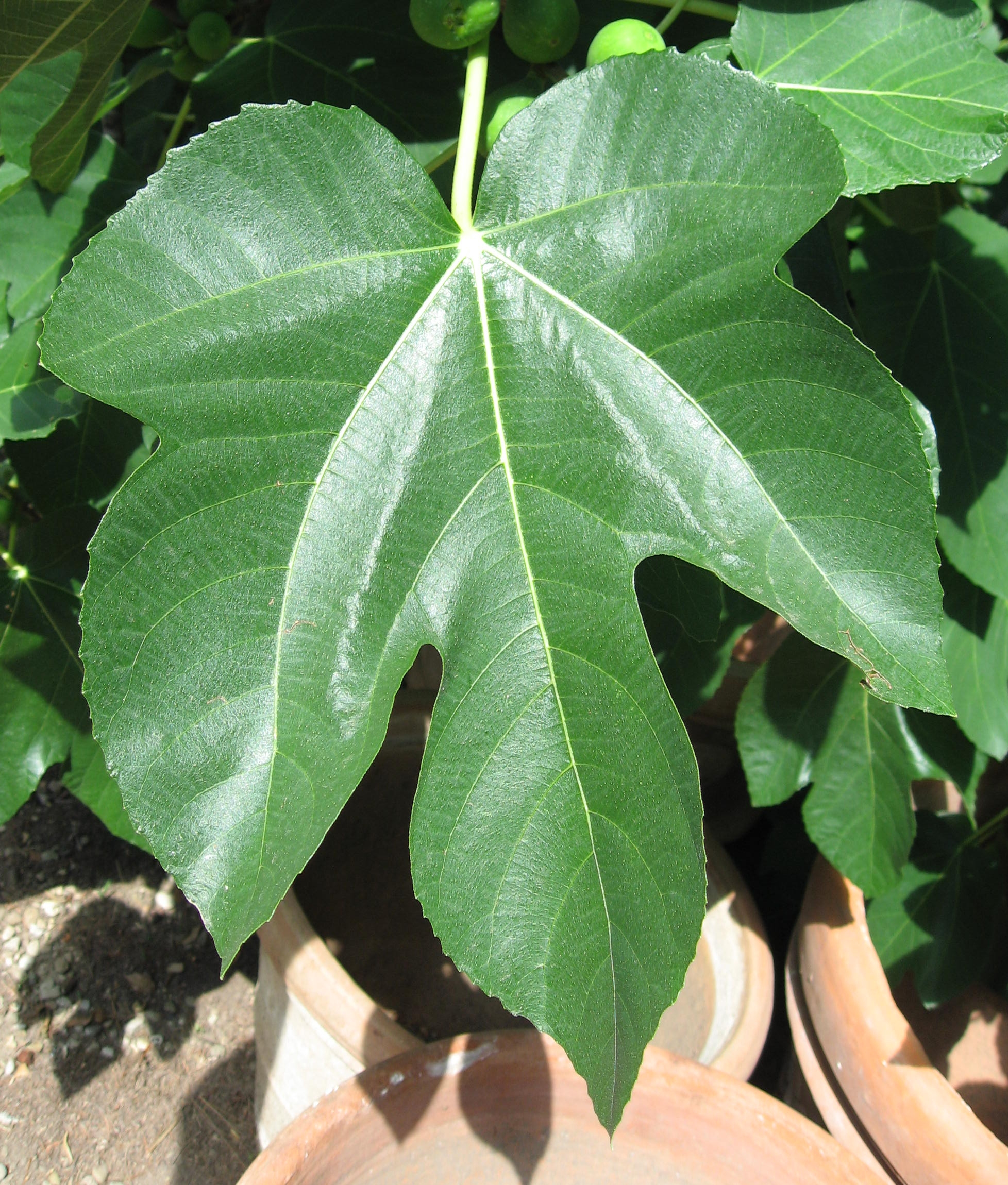
葉の単体
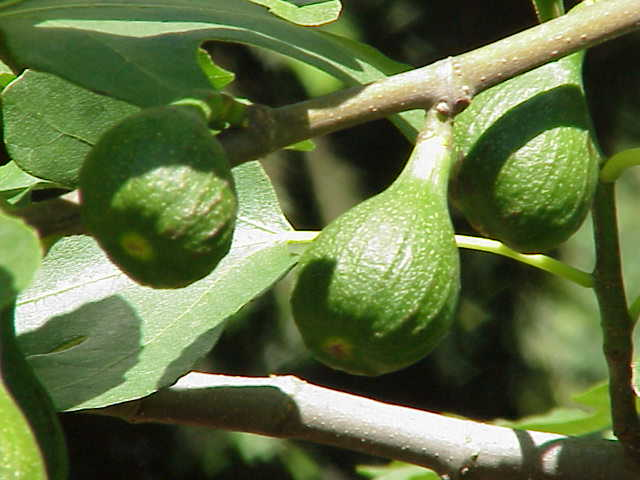
成熟前の果実
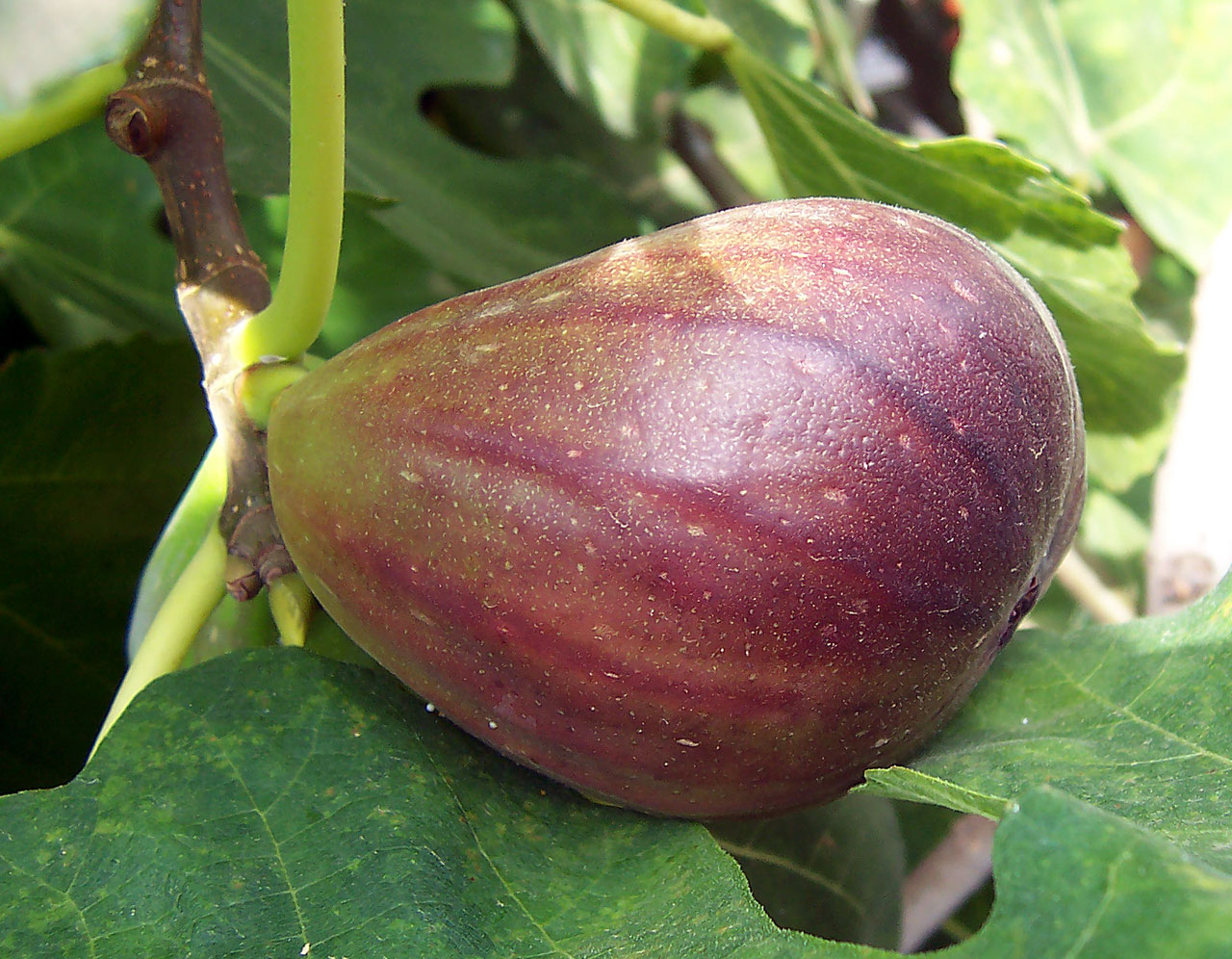
成熟した果実
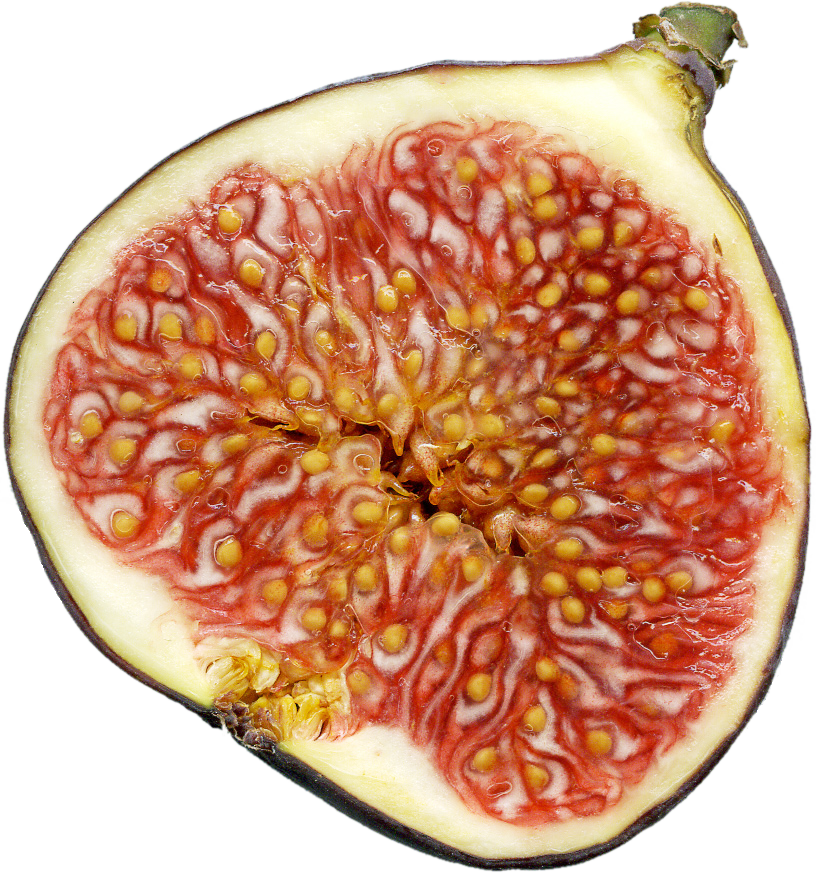
果実の断面
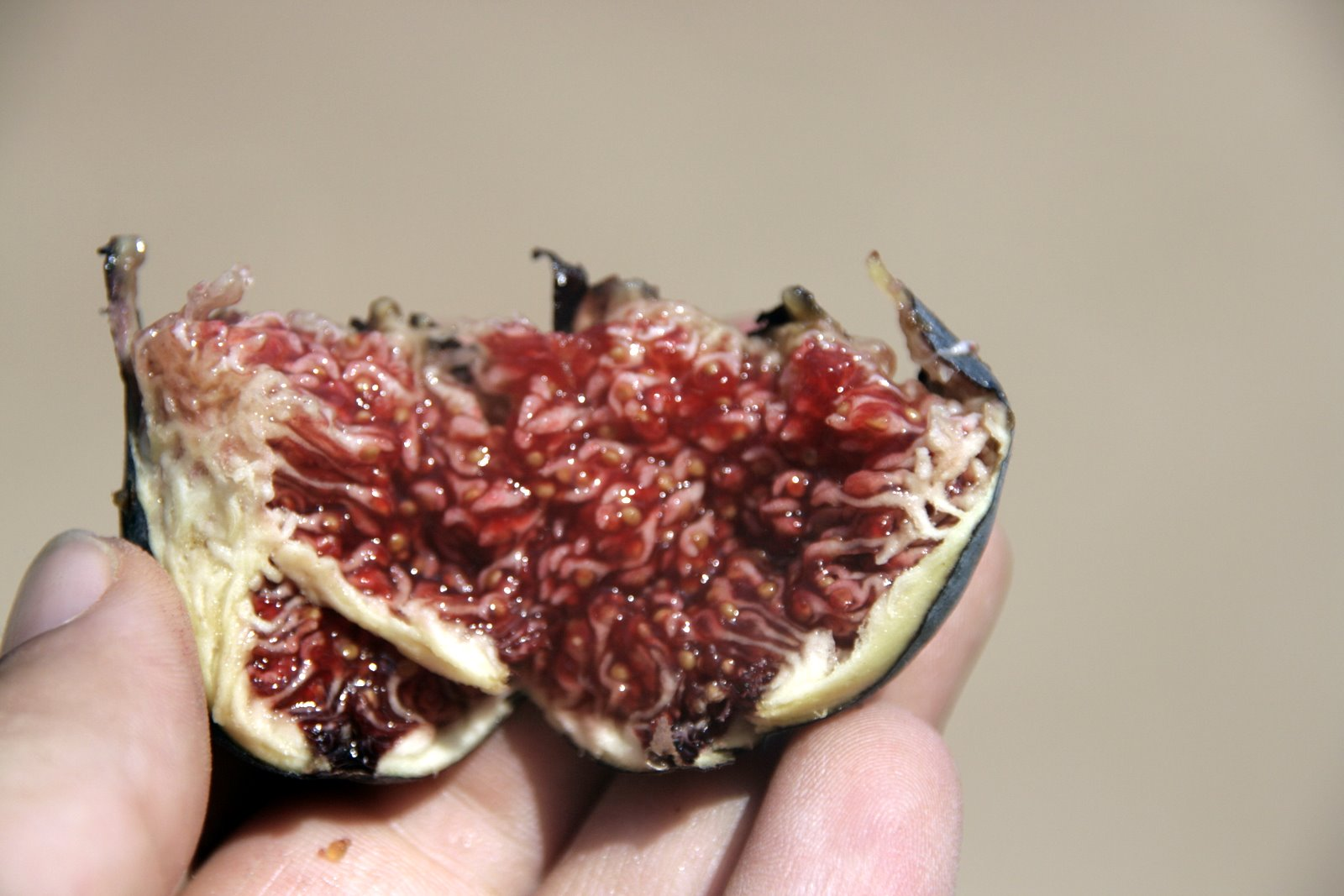
割った果実
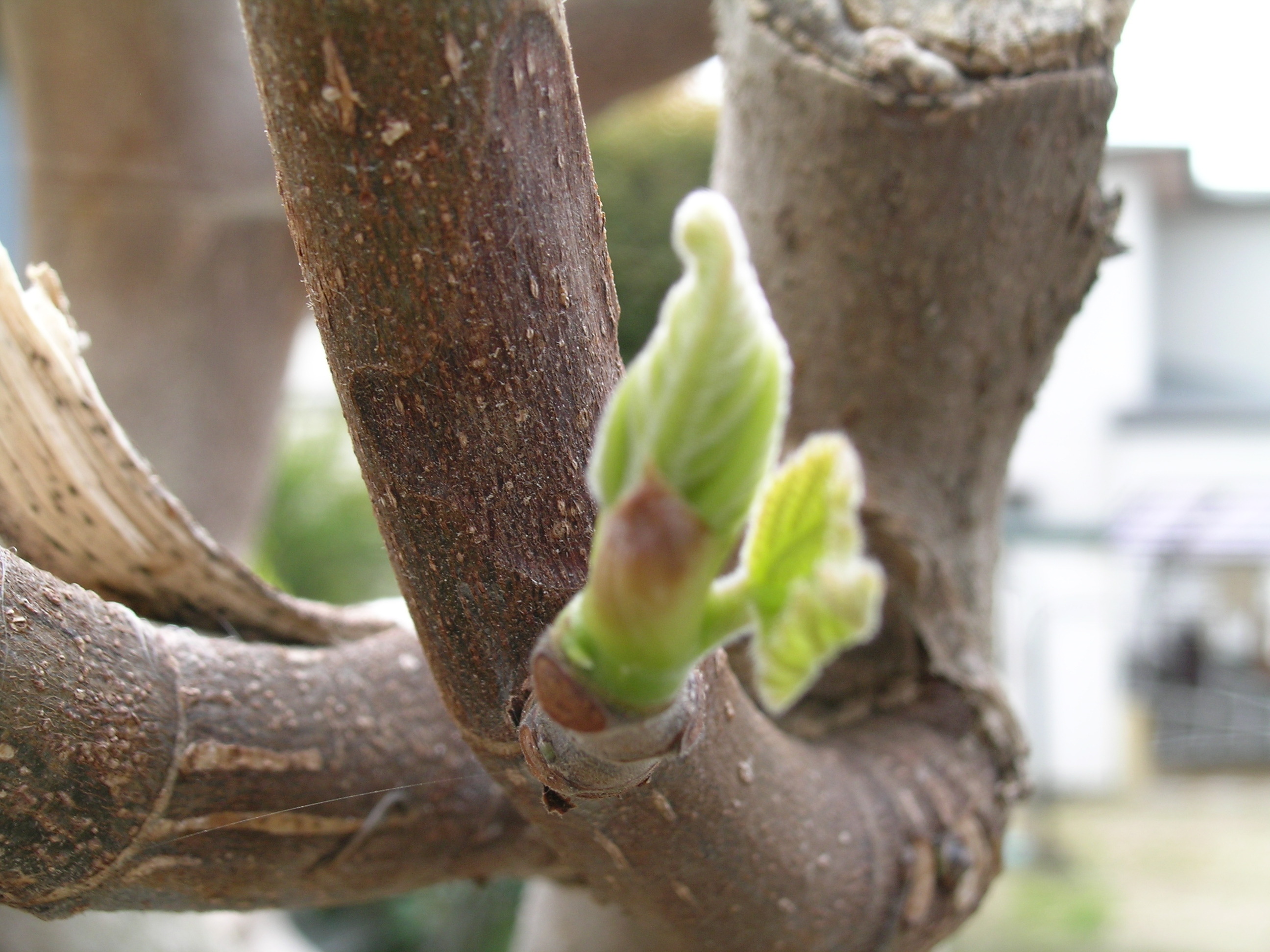
芽吹き

### 系統と受粉のメカニズム
果樹としてのイチジクは1種しかないが、花と実のつき方により、スミルナ系、カプリ系、普通系などの種類がある。一般に食用にするスミルナ系には雌花だけが咲き、甘くて汁気のある果実がなる。これに対するカプリ系には雄花と雌花が咲き、乾燥した実がなるが、これを食べるのはヤギぐらいである。雌花しか咲かないスミルナ系の果実が実るためには、カプリ系の雄花の花嚢の中にある花粉をイチジクコバチによって運んでもらい受粉する必要がある。普通系は、品種改良により受粉せずに実がなる単為結実が可能になった系統で、イチジクコバチがいない日本でも栽培されている。スミルナ系に由来する米国カリフォルニアのカリミルナ系も、果実がなるにはイチジクコバチによる受粉を必要とする。
大抵の樹木に咲く花は、風の媒介によって受粉する風媒花か、派手な花や花密で送粉者を引きつけて雌蕊に直接花粉を運んでもらう虫媒花である。ところがイチジクでは、特定の種のイチジクコバチと共生することで受粉を助けてもらっている。
食用されるスミルナ系（雌花のみ）に受粉するのはイチジクコバチのメスである。カプリ系（雌雄異花）のイチジクの雄花の中でイチジクコバチは孵化するが、孵化する前の雄果嚢の中でオスとメスが交尾すると、そのオスは花嚢に出口となる穴を空けてそのまま力尽きて死んでしまう。この段階でイチジクの雄花は花粉を作り、メスが花嚢の中でしばらく過ごした後、体中に花粉をつけてオスが開けていった穴から脱出する。外に出たメスは、匂いを頼りに別の若い花嚢のへそにある小さな穴から中に入り、その際に羽と触角を失う。カプリ系のイチジクの雄花嚢に入ったメスは、花に卵を産み付けることができ、それが孵化して同じサイクルが繰り返えされる。
一方、スミルナ系（雌花のみ）に入ったイチジクコバチは、花嚢の中で花から花へと移動して花粉をつけていくが、体の構造上スミルナ系の雌花に卵を産み付けることができない。スミルナ系イチジクは受粉によって肥大し小さな種子ができるが、産卵できなかったメスは果嚢の中で死に、死骸はイチジクが分泌する酵素によって消化されてしまう。スミルナ系イチジクの種子を撒布する役目をするのはコウモリや鳥、あるいは人間であり、肥大して甘くなった果嚢が食べられると緩下作用で排泄されて種子の撒布に寄与されることになる。

## 歴史
中東のアラビア半島が原産地と言われており、現在では世界中に広がり栽培されている。イチジクはブドウとともに紀元前から栽培されていた果物で、エジプトのピラミッドなどの遺跡の壁画に表わされたり、旧約聖書の中でアダムとイブの話にも登場する話題豊富な果物である。原産地はアラビア南部や、南西アジアといわれている。中近東では4000年以上前から栽培されていたことが知られている。地中海世界でも古くから知られ、エジプトではBC2700年という早い時代に栽培果樹として扱われていたとされ、ギリシアなどでも紀元前から栽培されていた。古代ローマでは最もありふれた果物のひとつであり、甘味源としても重要であった。最近の研究では、ヨルダン渓谷に位置する新石器時代の遺跡から、1万1千年以上前の炭化した実が出土し、イチジクが世界最古の栽培品種化された植物であった可能性が示唆されている。
アメリカには16世紀末にスペインの移住者によって導入された。現在、カリフォルニア州はアメリカのドライフルーツ産業の中心である。中国には8世紀にインド、またはペルシャから伝わったとされるが、異説もあり中国に伝来した年代は明らかでない。
日本へのイチジクの伝来は、江戸時代の寛永年間（1624-1644）に中国を経て渡来したという説と、ペルシャから中国を経て長崎に伝来した説がある。日本には江戸時代初期に、日本に古く渡来した在来種とは別で、のちに果樹として洋種が栽培されている。
イエズス会のポルトガル人宣教師で長崎コレジオの院長、ディオゴ・デ・メスキータ神父がマニラのコレジオ院長、ファン・デ・リベラ神父にあてた1599年10月28日付けの書簡によると、ポルトガル航路（リスボン〜ゴア〜マカオ〜長崎）で日本に白イチジクの品種ブリゲソテスの株が運ばれ、日本には現在、それが豊富にあるとの記述がある。この史料から白イチジク(casta blanca)の西洋種、ブリゲソテス（higos brigesotes）が苗木の形で日本（長崎）に到達し、後に長崎のイエズス会の住居の庭に植えられたことが分かった。
また、キリシタン史研究家で元立教大教授の海老沢有道はイチジクの伝来についてメスキータ神父の同書簡から、天正遣欧少年使節に随行し、ポルトガルから長崎港に着いた時、すなわち「イチジクの伝来は1590年として誤りないものと考える」「長崎帰朝後早速長崎の修院か教会に移植したであろう」とした。
しかし白イチジクの品種、ブリゲソテスはスミルナ系もしくはサンペドロ系だった可能性があり、日本にはイチジクコバチがいないため、苗は挿し木で増えたものの、結実しなかったのではないかと考えられ結局、普及せず、後に伝来した受粉を必要としない品種（単為結果性）の蓬莱柿（ほうらいし・中国原産）や桝井ドーフィン（アメリカ原産）に取って代わったのではないかと考えられている。
当初は薬樹としてもたらされたというが、やがて果実を生食して甘味を楽しむようになり、挿し木で容易にふやせることも手伝って、手間のかからない果樹として家庭の庭などにもひろく植えられるに至っている。明治時代に多数の品種が主として米国より導入されたが、明治時代のイチジクは散在果樹の域を出ず、イチジクの経済栽培は大正時代に入ってからである。イチジクは風味と食味を出すために樹上で完熟させる必要があり、熟果は痛みやすく店持ちが悪く、鮮度も要求されるという特有の性質がある。このためイチジクの経済栽培は消費地に近い都市近郊に限られていた。今日は予冷など鮮度保持技術の開発により、中山間地・遠隔地から大市場への出荷も可能になり、また栽培技術の進歩により生産・流通の形態が多様化し、水田転作やミカンの園地転換の作目として、また地域おこしの品目として各地でイチジクが見直されている。

## 利用
庭木や果樹として栽培される。

### 食用

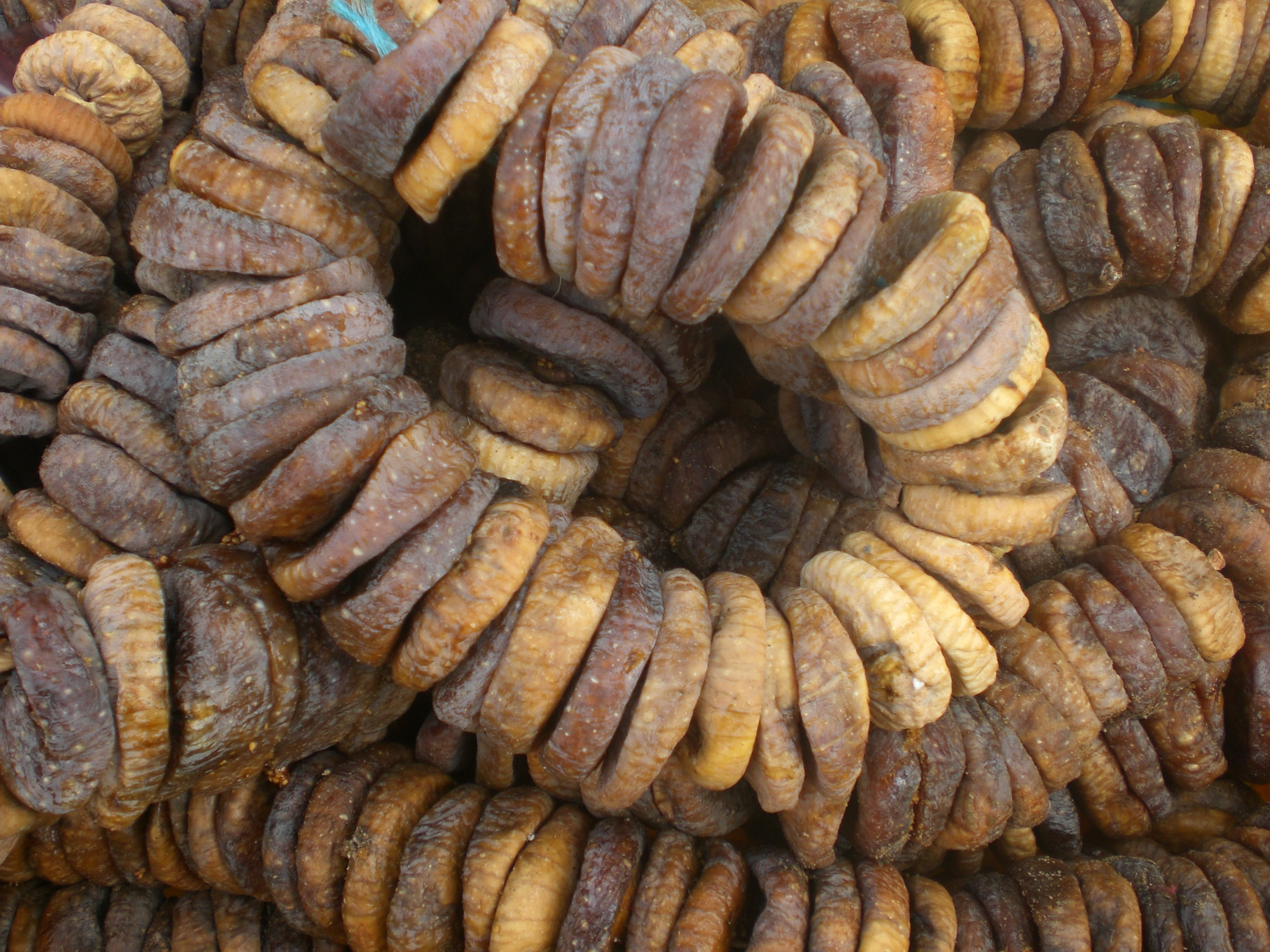
乾燥イチジク

果実は生食するほかに乾燥イチジク（ドライフィグ）として多く流通する。欧米では生食は極めて少なく、大部分は乾果として利用されている。果実の赤い部分の食感は、花の部分によるものである。食材としての旬は8 - 11月とされ、果実がふっくらと丸みがあり、果皮に張りと弾力があるものが商品価値が高い良品とされる。
生果・乾燥品ともに、パン、ケーキ、ビスケットなどに練りこんだり、ジャムやコンポートにしたり、スープやソースの材料として、またワインや酢の醸造用など、さまざまな用途をもつ。ほかにペースト、濃縮果汁、パウダー、冷凍品などの中間製品も流通している。日本国内では甘露煮にする地方もある。特に宮城県では甘露煮を前提に加工用の種が主に栽培されている。また、いちじくの天ぷらもある。
果実には果糖、ブドウ糖、蛋白質、ビタミン類、カリウム、カルシウム、ペクチンなどが含まれている。クエン酸が少量含まれるが、糖分の方が多いので、甘い味がする。食物繊維は、不溶性と水溶性の両方が豊富に含まれている。

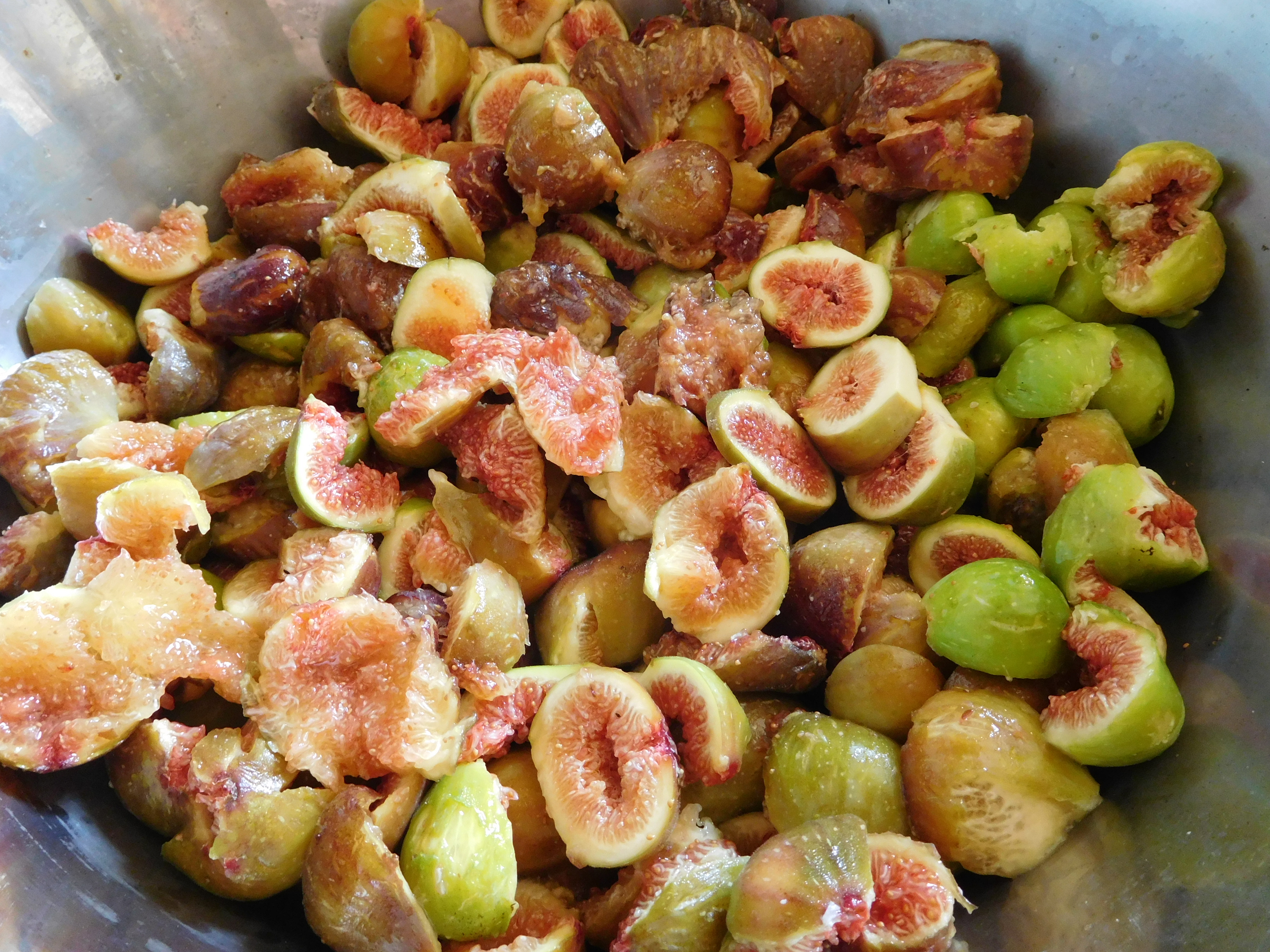
家庭でイチジクジャムをつくるために皮を剥いたところ
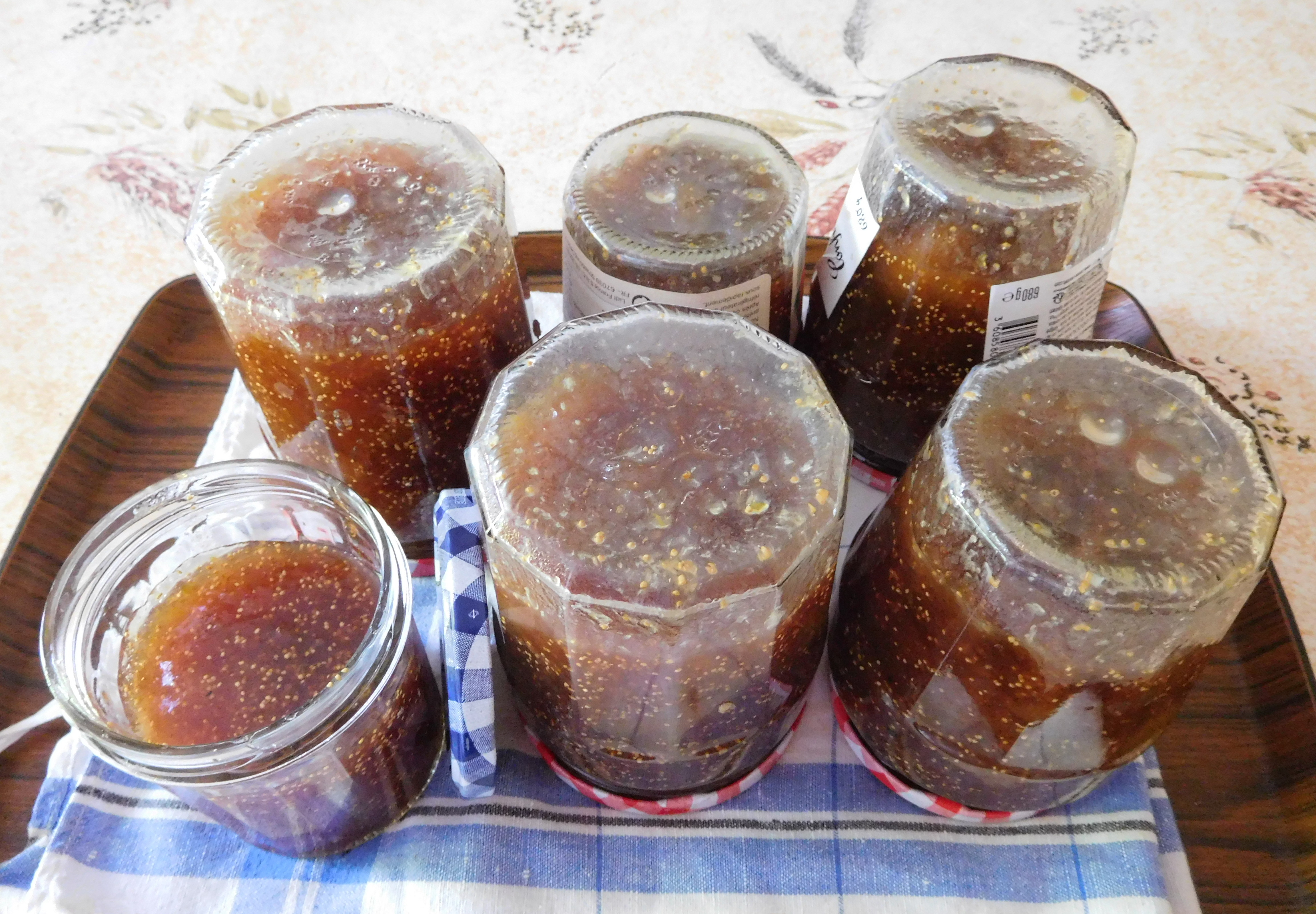
家庭でイチジクを鍋で煮てジャムをつくり、空き瓶につめた状態
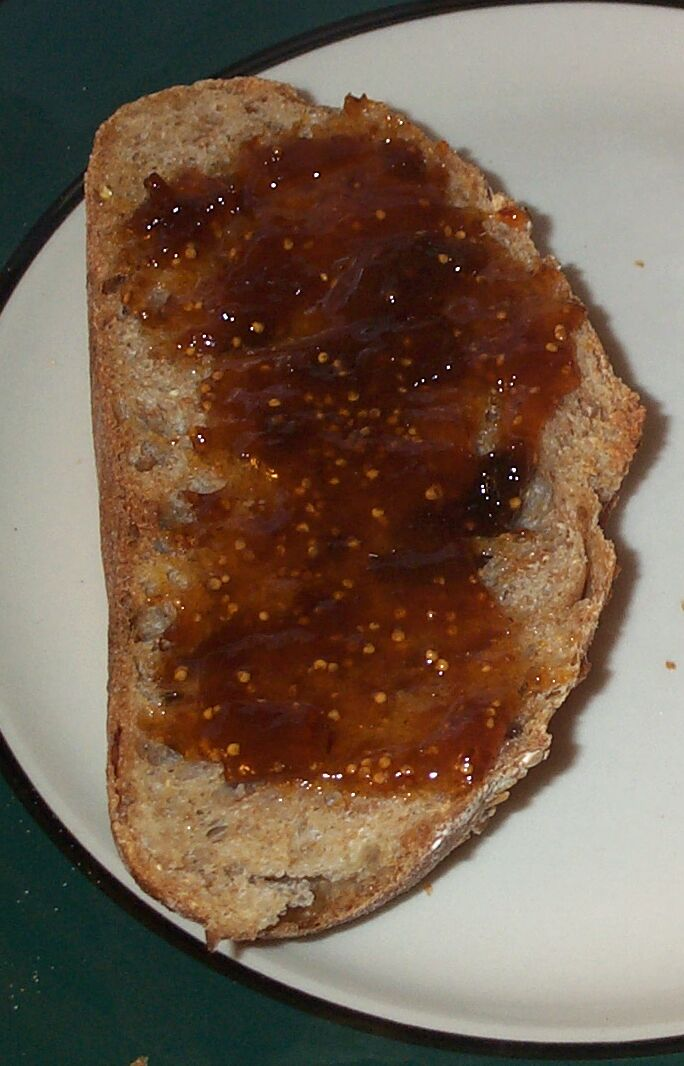
イチジクジャムをパンに塗ったもの
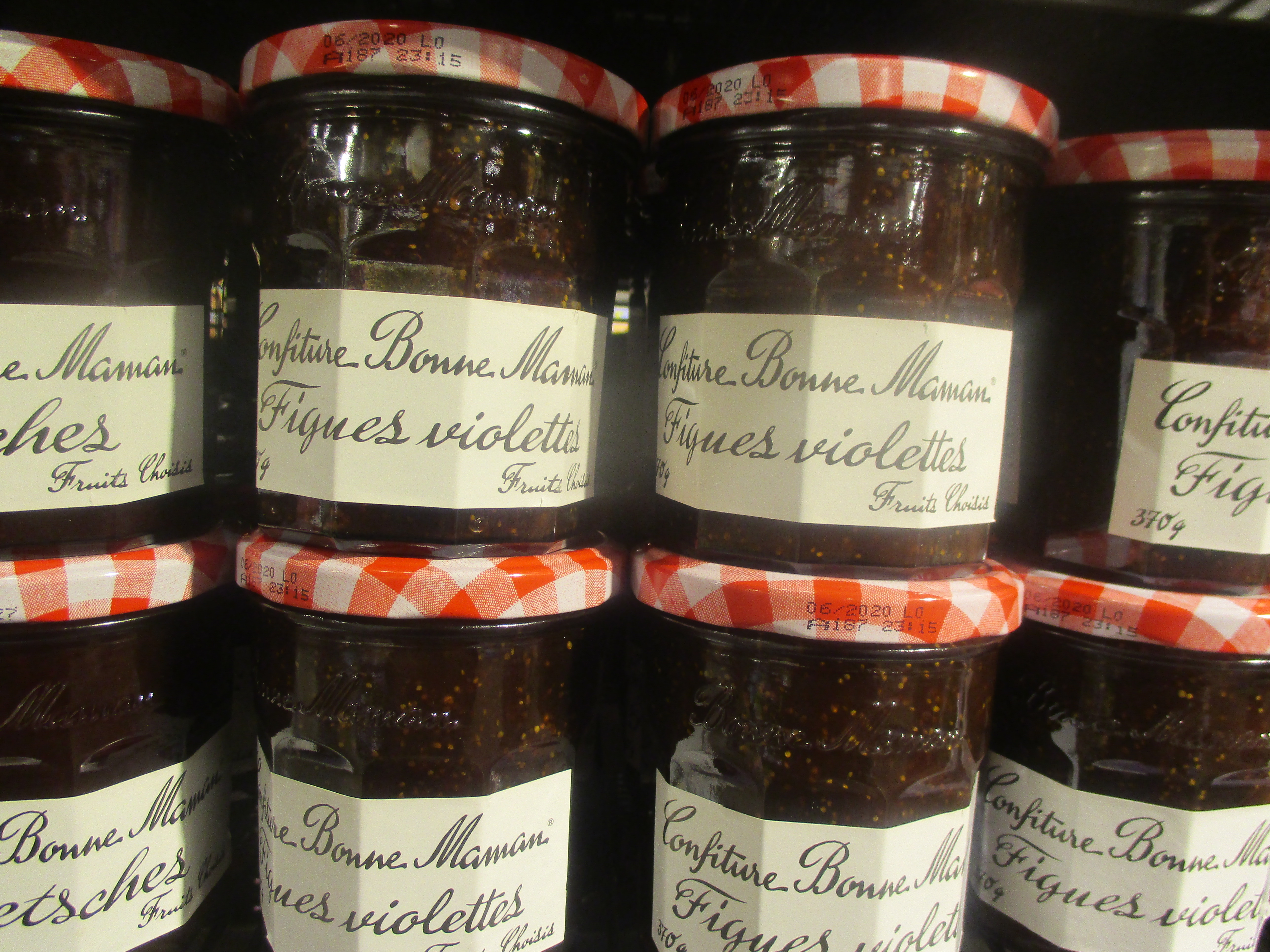
フランスの有名ジャム製造会社で世界的にその製品が流通しているボンヌ・ママン（フランス語版）社の黒イチジク[29]のジャム
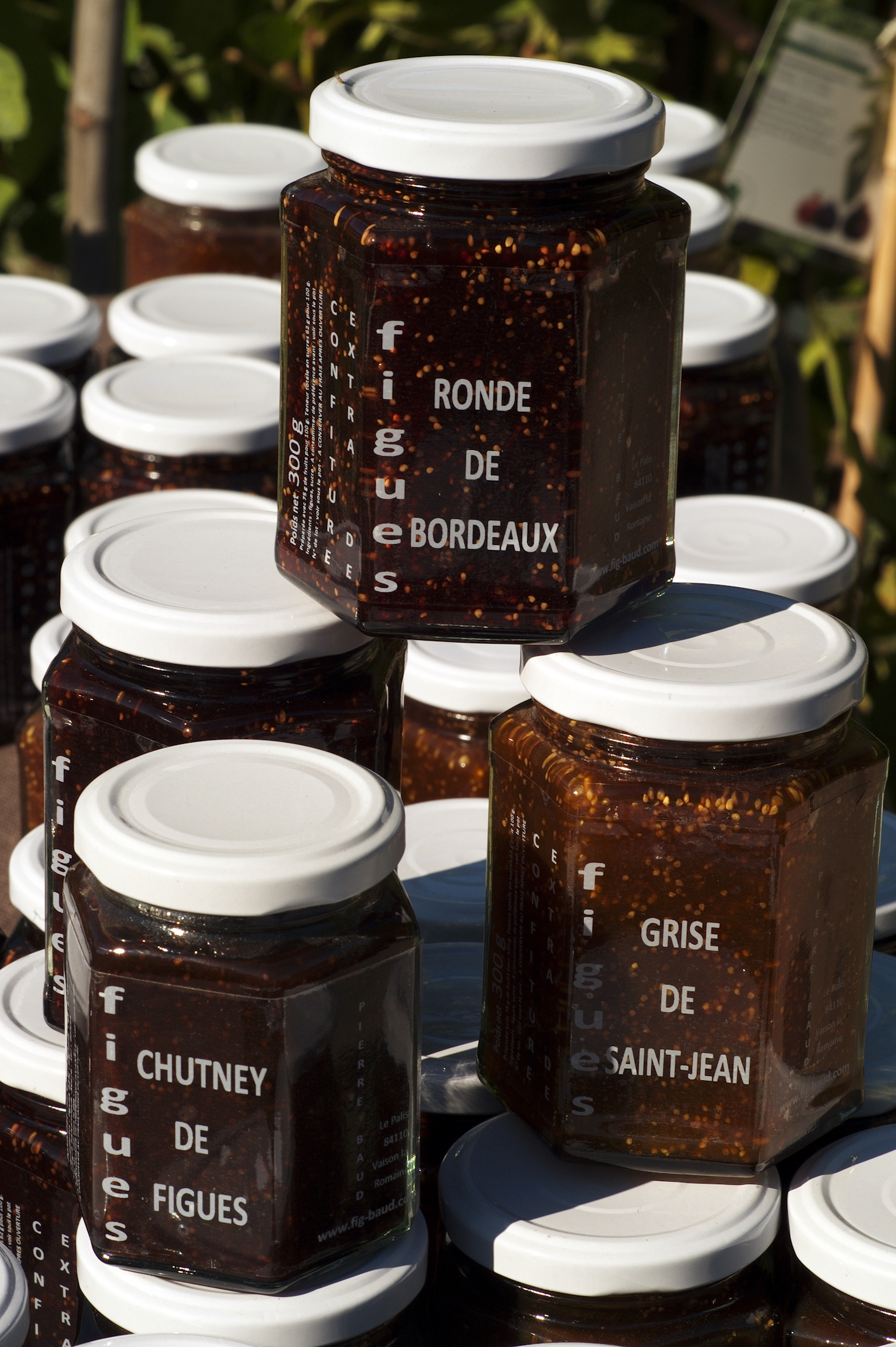
（フランスの他社の）イチジクジャム
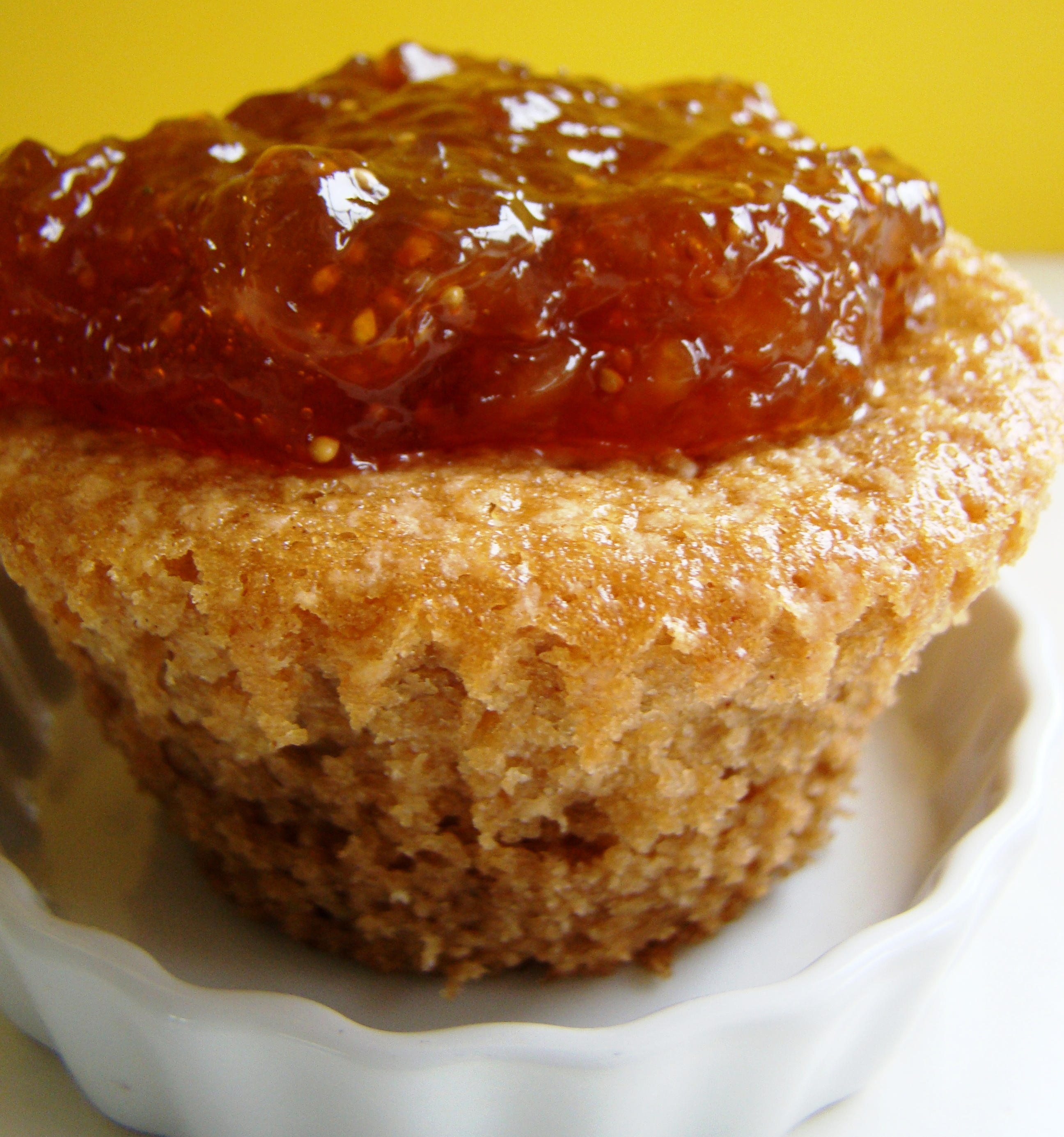
イチジクのコンポートをマフィンにのせたもの
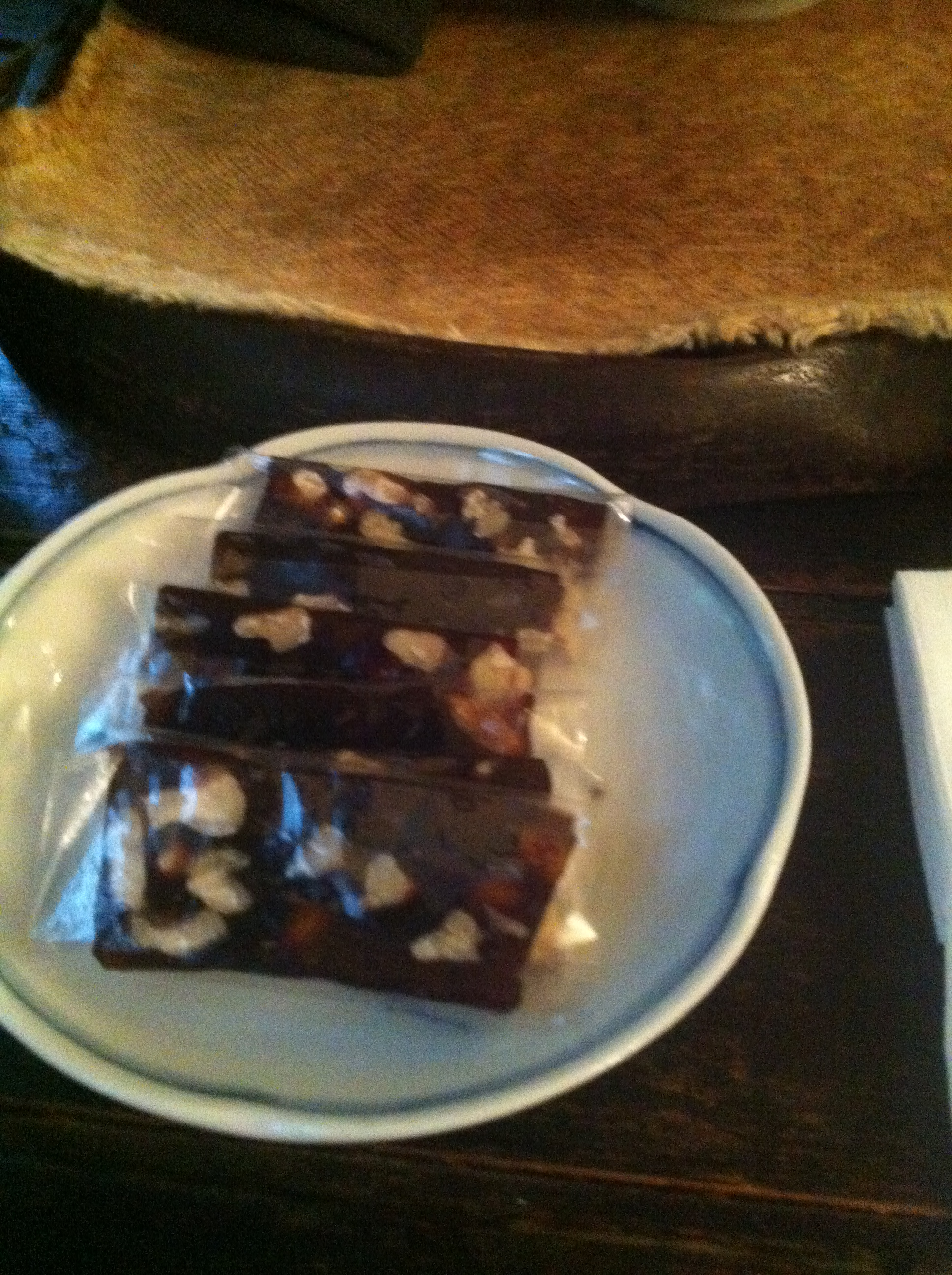
イチジクとナッツのケーキ
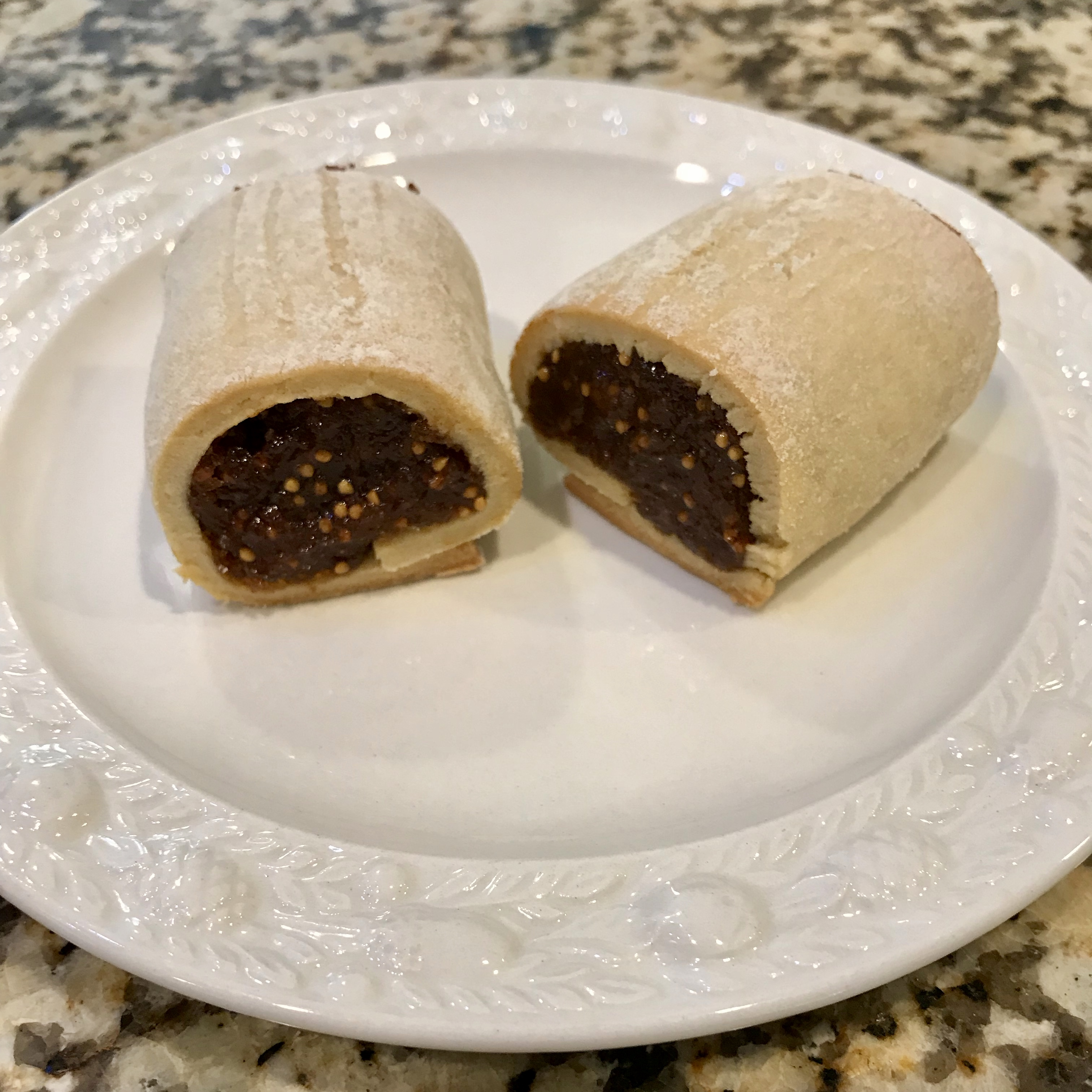
家庭で作ったイチジクのロールケーキ
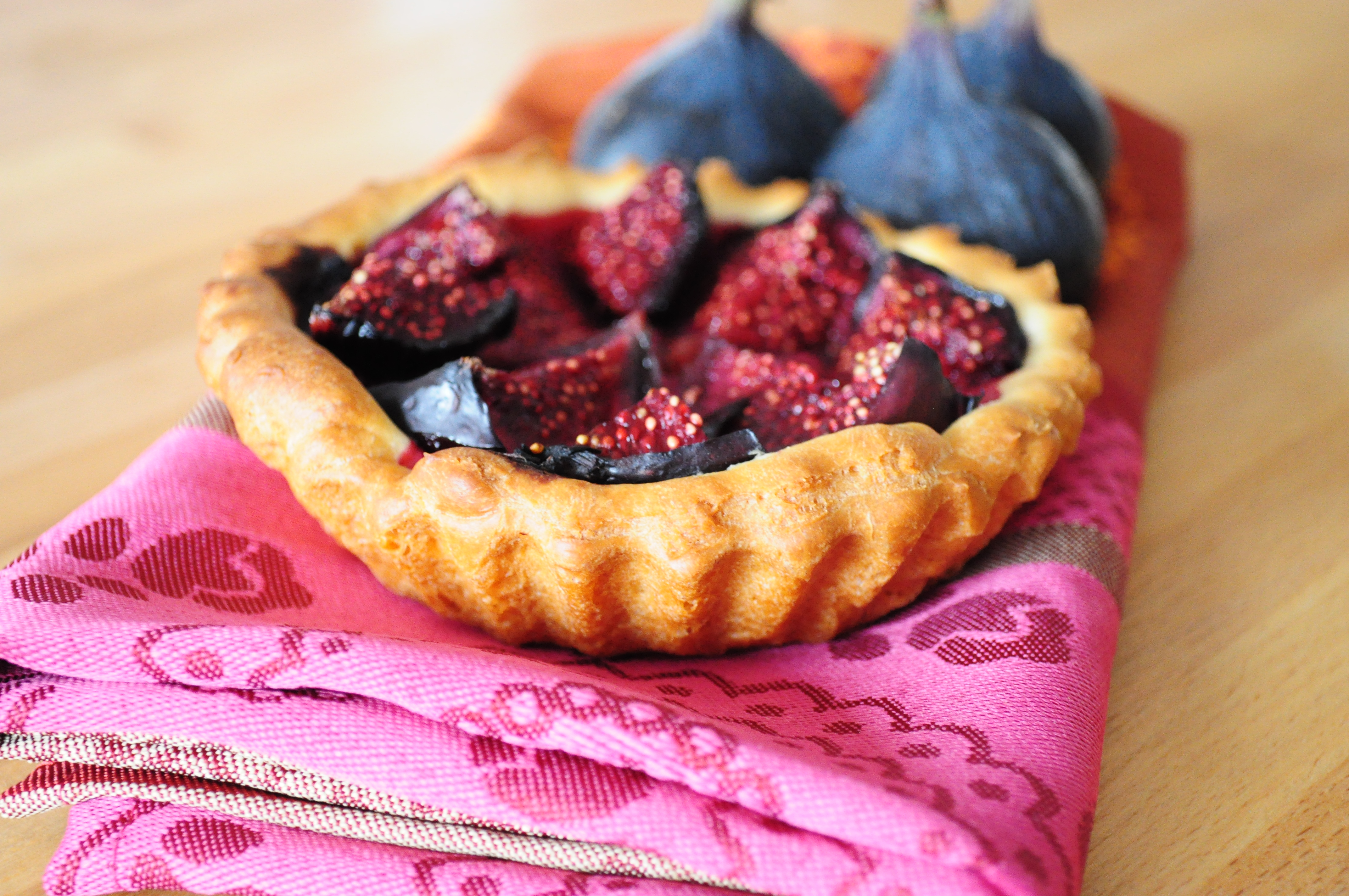
フランス・トゥーロン産のブランドいちじく「Figue de Solliès フィーグ・ドゥ・ソリエス」を使った小さなタルト
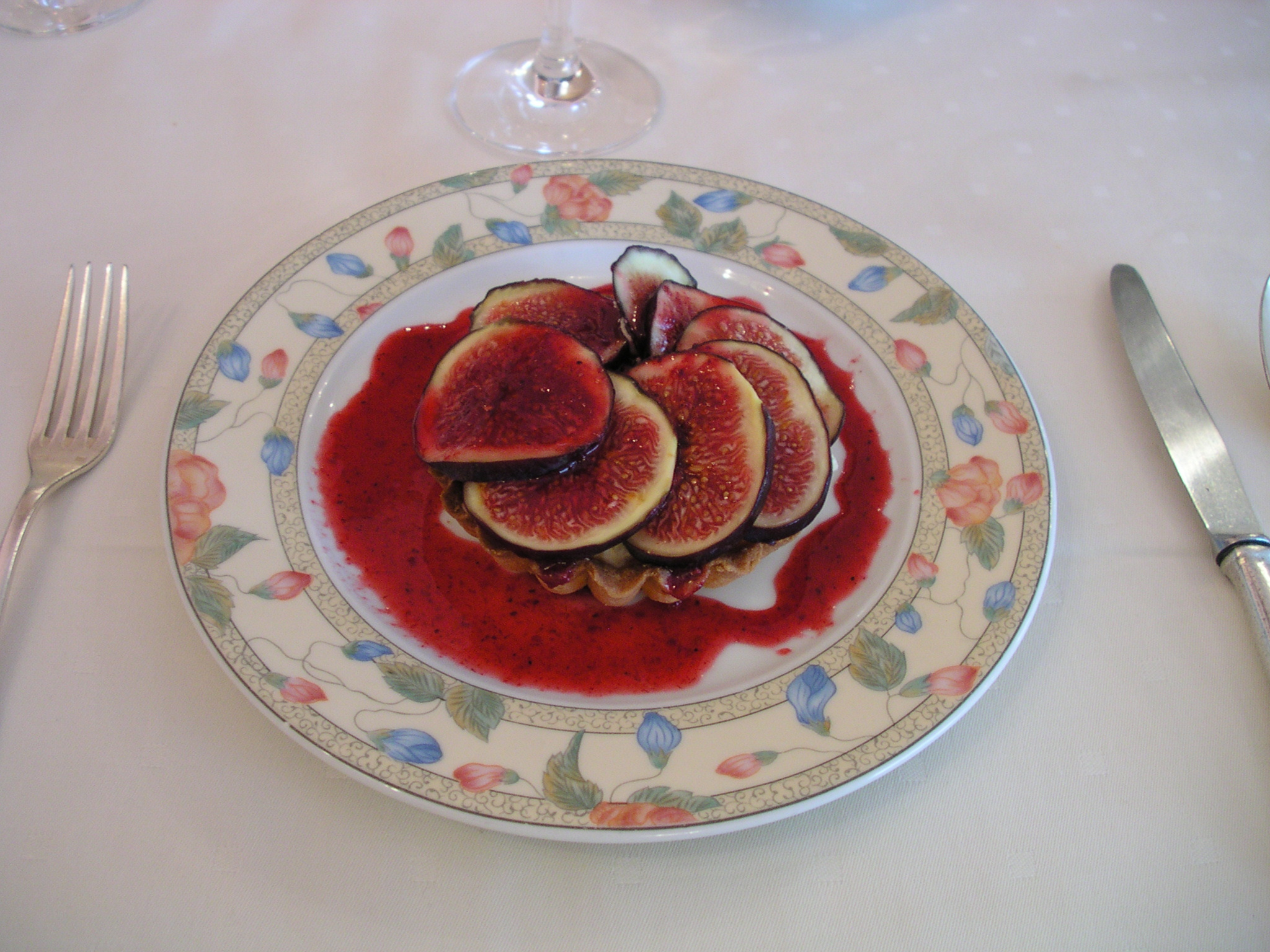
フランスのフィーグ・ドゥ・ソリエスをたっぷりのせたタルトによる一皿（コース料理の「しめ」のデザート）

### 民間療法
熟した果実、葉を乾燥したものは、それぞれ無花果（ムカカ）、無花果葉（ムカカヨウ）と呼ばれ、伝統的に生薬として利用されてきた。
6 - 7月頃に採取して日干しにした果実（無花果）には、水分約20–30%、転化糖約20–50%、蛋白質約4–8%、油脂約1–2%が含まれ、ビタミンCやミネラルも含まれる。民間療法では、果実の持つ緩下作用や整腸作用が注目され、食物繊維の一種であるペクチンが腸の働きを活性化し、便秘解消に役立つとされてきた
。
民間療法では、干した果実3 – 5個を600ミリリットルの水で煮詰めたり煎じたりして服用する方法や、生の果実をそのまま食べる方法が知られており、便秘の緩下剤に用いられた。便秘のほかにも滋養目的で利用されたり、痰の多い咳やのどの痛みに用いられてきたという記録がある。
7 – 9月頃に採取した成熟した葉を日干しした無花果葉は、入浴剤として用いる方法が知られており、冷え性や肌荒れなどに利用されてきた。
果肉や葉から出る白い乳液については、ゴムに近い樹脂分が含まれるが、民間薬として、疣（いぼ）への塗布や、駆虫薬として利用された記録がある。ただし、正常な肌につくとかぶれやかゆみを引き起こす可能性がある。

### その他の利用
またイチジクの樹液にはフィシンという酵素が含まれており、日本の既存添加物名簿に収載され、食品添加物の原料として使用が認められている。ほかにイチジク葉抽出物は製造用剤などの用途でかつて同名簿に掲載されていたが、近年販売実績がないため、2005年に削除された。

## 栽培

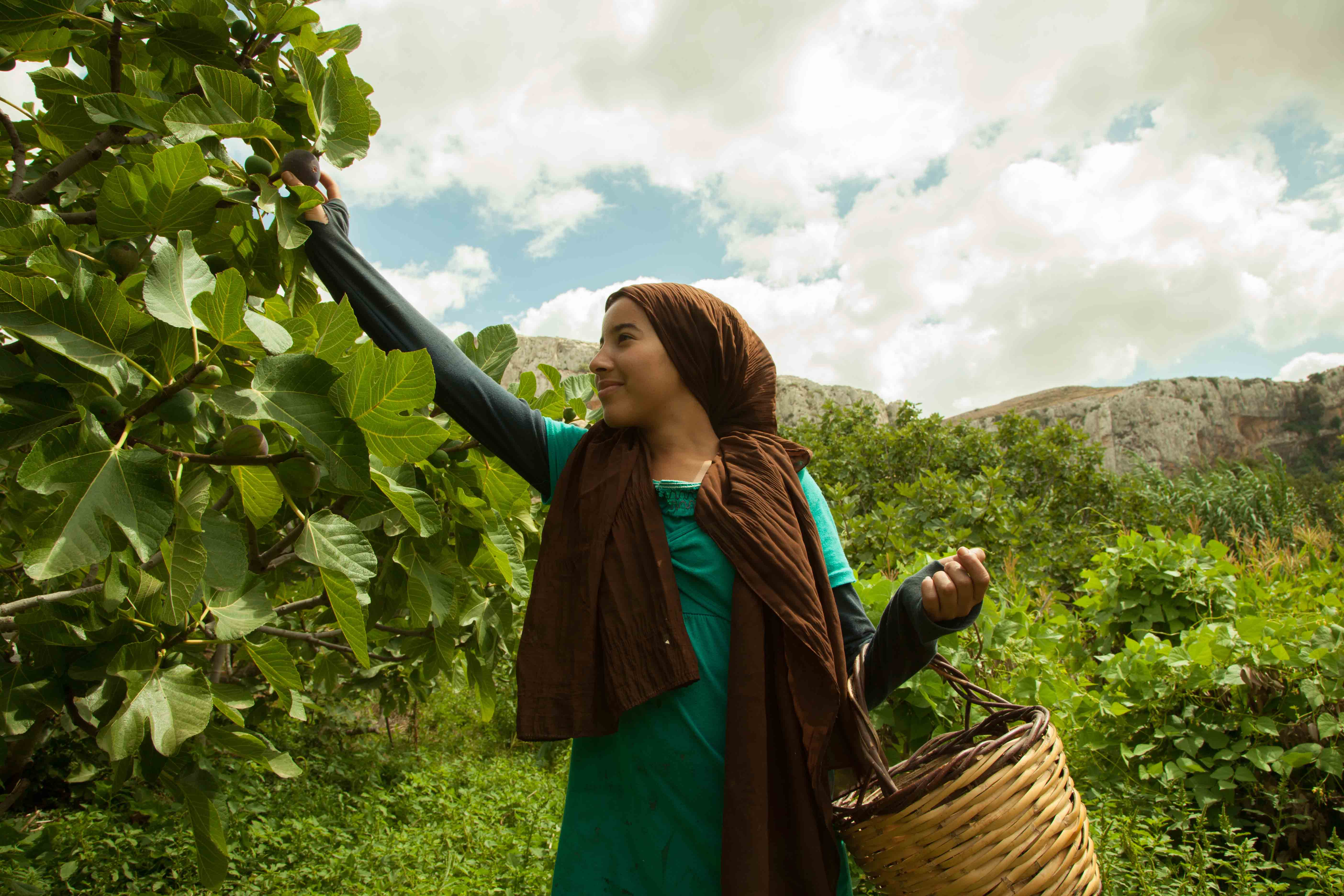
収穫

挿し木やつぎ木で繁殖させ、主に庭や畑で栽培される。日光を好むので、日当たり良好な場所に植えつける。浅根性で、夏季の乾燥する時期は潅水を行って水を与える。高温、多湿を好み、寒気、乾燥を嫌う。カミキリムシの害虫被害に遭うことがある。カミキリムシの幼虫は、枝や幹に食い入って枝または木全体を枯らす。
剪定は、12月から2月に行う。秋果はその年の春から伸びた枝に着果するので、前年枝をどこで切り詰めても問題はないが、夏果は前年枝の枝先につくため、枝を切り詰めると着果しない。着果させたい枝は切り詰めないことが大切で、特に夏果専用品種の剪定には注意を要する。
摘心、芽かきは、5月中旬以降に行い、わき芽や側芽、新芽、新梢などを摘み取る。
アメリカでは並木仕立てにしている場合もある。品種も数多く作出されていて、地中海沿岸地方やカリフォルニア地方などでは重要な産物になっている。

### 品種
- 桝井ドーフィン（ますいドーフィン） - 広島県出身の種苗業者・桝井光次郎がアメリカから苗木を持ち帰り、日本で育苗した品種[7][28][32][33][34][35]。栽培のしやすさと日持ちのよさから全国に広まり[33]、愛知県・京都府・大阪府・奈良県・兵庫県・和歌山県など日本国内で8割の栽培を占める主流の品種となっている[32][33]。果皮は熟すと濃赤紫色に着色する。夏秋兼用果で、一般に秋果よりも夏果のほうが大きい。甘味はやや少なく[34]、ほのかな酸味がある。
- 蓬莱柿（ほうらいし） - 福岡県や広島県尾道市など西日本で主に栽培される歴史の長い品種で、日本原産なのか[7][34]、日本国外品種なのか[7][34]、江戸時代に中国あるいは南洋から輸入されたという説がありはっきり分かっていない[7][33]。貝原益軒によれば寛永年間に輸入されたと記されているという[34]。日本では最も古くから⾧年に渡り栽培されてきたことから「在来種」「日本いちじく」ともよばれる[7][33]。国内で2割を生産する桝井ドーフィンに次ぐ品種[33]。甘味は中程度で酸味がやや多く[33]、小玉で丸く、完熟すると果実の尻の部分が星形に割れる[34]。
- ブラックミッション - 果皮が黒色に近い紫色で、皮が薄く味が濃厚。「黒イチジク」の名のドライフルーツもある[12]。
- キング - 大振りの西洋種で、果実が熟しても果皮が緑色のままであるが果肉は赤い。甘味が強い[12]。
- ホワイトゼノア - 「西洋イチジク」ともよばれる小型の品種で、果実が黄緑色のまま熟する[12]。
- とよみつひめ - 福岡県農林業総合試験場豊前分場が育種。果実重80g前後[36]。桝井ドーフィンより白い果肉と高い糖度を誇る。[37]

### 特産地
国際連合食糧農業機関 (FAO) によれば、2022年のイチジク生産量のトップはトルコ（35万トン）、2位はエジプト（18.7万トン）、これにアルジェリア、モロッコが続く。地中海沿岸から南アジアにかけての比較的乾燥した気候の国々が名を連ねる中、11位に米国が、14位にブラジルが挙がっている。上位の国々は乾燥イチジクの輸出量も多く、とくにトルコ産、イラン産のものは有名である。日本では約1万トンを生産し、世界生産量の18位にランクインしている。

#### 日本
イチジクは農林水産省では「特産果樹」（主要果樹と比較すると重要度は低い果樹）として統計されている。しかしながら、もともと日本の温暖、湿潤な気候に適合していたことから、1960年代あたりから耕作放棄地、休耕田の活用や稲作、他果樹からの転作が進み、生産が増加した。近年収穫量が増加している品目の一つであり、年間収穫量は約16,000トンと、一部の主要果樹より多くなっている。2022年時点で、県別の生産高を見ると日本一は和歌山県で、なかでも紀の川市は県内の8割を生産する特産地である。
もともと高温多湿な西日本に産地が集中している傾向があり、関西地方に産地が密集する。その一方で、東北南部など比較的寒冷な地域 でも栽培が行われるようになったことで、冷害による被害なども発生している。
加工用のブルンスウィックは宮城県、福島県、山形県、秋田県の一部で栽培している。
日本における主な特産地を全国地方公共団体コード順に挙げる（産地は農林水産省資料特産果樹統計より参照し、公式webサイトなどで照合したもの）。
- 宮城県
  - 蔵王町、丸森町などの県南[19]。
- 福島県 - ホワイトゼノア種の生産が多い[42]。
  - 新地町、いわき市（四倉地区）など
- 茨城県 - 稲敷地区に産地があり、ブランド化を目指している[43]。
  - 河内町、稲敷市（旧新利根町）、美浦村
- 埼玉県
  - 加須市（旧騎西町）[44]、川島町
- 千葉県 - 収穫量国内7-11位。東日本における主産地の一つで、昭和初期から栽培が始められた[45]。
  - 市原市、香取市（旧佐原市）
- 神奈川県
  - 大井町
- 新潟県
  - 新潟市、新発田市、佐渡市（旧小木町）
- 石川県
  - 宝達志水町（旧押水町）[46]、輪島市
- 福井県
  - 小浜市
- 岐阜県
  - 海津市（旧南濃町）
- 静岡県 - 収穫量国内7-11位[47]。
  - 静岡市、藤枝市、焼津市、牧之原市（旧榛原町）
- 愛知県 - 国内生産の約20%で、日本一の産地。安城市～碧南市に至る西三河地区は全国で最も収穫量が多い[48]。
  - 安城市、碧南市、常滑市、豊田市、西尾市、蟹江町　(ホワイトゼノア・蓬莱柿といった白イチジク)[49]
- 三重県
  - 鈴鹿市
- 滋賀県
  - 高島市（高島イチジク）[50]　、東近江市（旧湖東町）、甲賀市[51]
- 京都府 - 収穫量国内7-11位。城陽は国内有数の歴史を持つ西洋イチジク産地[52]。
  - 城陽市、木津川市（旧木津町）
- 大阪府 - 収穫量国内3-5位。2000年代より羽曳野市、河南町を中心に国内有数の産地として発展[53]。 羽曳野市では地元産のイチジクを使ったソースも作られている[54]。
  - 羽曳野市、河南町、 岸和田市、藤井寺市
- 兵庫県 - 収穫量国内3-5位。川西市は桝井ドーフィンの国内発祥地。早朝に収穫を行い、その日の昼までに出荷を行う「朝採りいちじく」をブランド化している[55]。
  - 神戸市、川西市、 淡路市、小野市[56]
- 奈良県 - 収穫量国内7-11位。大和郡山市～斑鳩町に至る地区に産地が広がり、養鶏からの転業が進んだ。ハウス栽培も盛んで、いちご農家からの転業も多い[57]。
  - 大和郡山市
- 和歌山県 - 収穫量国内第2位。紀の川市は安城市に次ぐ全国2位の収穫量で、みかん、稲作の転作作物として旧打田町を中心に栽培が奨励された[58]。
  - 紀の川市（旧打田町、旧粉河町）、和歌山市
- 鳥取県 - 西伯は古くからの産地として知られた。
  - 南部町（旧西伯町）
- 島根県 - 多伎は古くからの蓬莱柿産地で、全国に先駆けイチジクを特産品として注力していた。
  - 出雲市（旧多伎町）、松江市（旧島根町）
- 岡山県 - ※岡山県の収穫量は公表されていない（主産地の笠岡市は広島県福山市にわたって、産地が連続している）。
  - 笠岡市
- 広島県 - 収穫量国内6位[7]。芸州は江戸時代からイチジクの著名な産地だったとされ[7][8]、明治期には当地出身の桝井光次郎がアメリカから苗木を持ち帰り、桝井ドーフィンを全国で広めた[28][32][33][35]。
  - 尾道市[注 6]、福山市、江田島市（旧沖美町）
- 山口県
  - 田布施町、岩国市
- 徳島県
  - 鳴門市
- 香川県 - 収穫量国内7-11位。まんのう町羽間（はざま）地区が中心産地として知られる[60]。
  - 高松市、まんのう町（旧満濃町）、坂出市、三豊市（旧高瀬町）
- 愛媛県
  - 新居浜市
- 福岡県 - 収穫量国内3-5位。行橋市は古くから蓬莱柿の産地として知られる一方、県が開発した「とよみつひめ」のブランド化を進めている[61]。
  - 行橋市、朝倉市（旧朝倉町）、柳川市
- 長崎県
  - 諫早市
- 熊本県
  - 宇城市（旧三角町）
- 大分県
  - 大分市

## 文化とエピソード
『旧約聖書』の創世記（3章7節）に「エデンの園で禁断の果実を食べたアダムとイヴは、自分たちが裸であることに気づいて、いちじくの葉で作った腰ミノを身につけた」と記されている。ゼカリヤ書（3章）では、「その日にあなたたちは互いに呼びかけて葡萄とイチジクの木陰に招き合う」という大きな葉の描写がある。列王記（下20章）でイザヤが「干しイチジクを取ってくるように」と命じ、人々が病気になったヒゼキヤ王の患部にそれを当てると回復したとある。
また、『新約聖書』のルカによる福音書（13章6〜9節）でキリストは、実がならないイチジクの木を切り倒すのではなく、実るように世話をし肥料を与えて育てるというたとえ話を語っている（実のならないいちじくの木のたとえ）。一方でマルコによる福音書（11章12節〜）では、旅の途中イチジクの木を見つけた空腹のキリストがその木にまだ実がなっていないのに腹を立て、呪いの言葉を述べると翌日その木が枯れていたというエピソードがある。
その他にもイチジクは聖書の中でイスラエル、または、再臨・終末のたとえと関連してしばしば登場する。
イチジクはバラモン教ではヴィシュヌ神、古代ギリシャではディオニュソスへの供物であり、ローマ建国神話のロムルスとレムスはイチジクの木陰で生まれたとされている。他の民族でもイチジクは生命力や知識、自然の再生、豊かさなどの象徴とされている。イチジクを摘むと花柄からラテックスと呼ばれる樹液が滴る。この樹液は母乳や精液になぞらえられ、アフリカの女性の間では不妊治療や乳汁分泌の促進に効果がある塗油として使われてきた。
古代ローマの政治家大カトは、第一次・第二次ポエニ戦争を戦った敵であるカルタゴを滅ぼす必要性を説くため、演説の中でカルタゴ産のイチジクの実を用いたと伝えられる。イチジクの流通は乾燥品が中心であった当時において、カルタゴから運ばれたイチジクが生食できるほど新鮮であることを示し、カルタゴの脅威が身近にあることをアピールしたのだという。
聖書の創世記のエピソードから転じて、英語などで「イチジクの葉」(fig leaf)が「隠したいことを覆い隠すもの」という比喩表現として用いられる。また、中世には、彫刻や絵画で性器が露出されている部分をイチジクの葉で覆い隠す「イチジクの葉運動」が行われた。

## その他
- カリフォルニアでは毎年8月に“Fig Fest”というイチジクのフェスティバルが開催されている。
- 東南アジアには中国語で「無花果」と呼ばれる甘く味付けした菓子もあるが、これはパパイヤを千切りにして干した物で、イチジクとは関係がない。
- イチジクの天然香料は毒性が強いために化粧品などには使用されない。香水などに用いるイチジク香はグリーン香にココナツ香を加えて再現されている。